# الميثاق الوطني الأردني
الميثاق الوطني الأردني 1991 هو مؤسسة تشريعية مؤقتة صدرت بقرار من الملك الراحل الحسين بن طلال بعد الانتخابات العامة الأردنية عام 1989، تشكلت اللجنة من قرابة مائة عضو من شخصيات سياسية مرموقة وتم صياغة ما عرف بالميثاق الوطني برئاسة رئيس وزراء الأردن الأسبق أحمد عبيدات. وقد صدر اليثاق الوطني الأردني الأول سنة 1928.
أعلن رئيس الوزراء الاسبق احمد عبيدات وثيقة "روح الميثاق الوطني "يجري التوقيع عليها من شخصيات وطنية للتوافق على صيغة تتعلق بالوطن البديل والعلاقة الأردنية الفلسطينية تتبنى روح الميثاق الوطني، الوثيقة الجامعة التي اعدتها لجنة وطنية رأسها وقتئذاك الاستاذ احمد عبيداتوتقوم الوثيقة التي يجري التوقيع عليها إلى ذات المضامين وتاليا نص البيان الذي يجري التوقيع عليه

## نظرة تاريخية
استكمالا لمسيرة البناء الأردنية وتعزيزا لها اصدر جلالة الملك توجيها ساميا بتشكيل لجنة ملكية لصياغة ميثاق وطني، يرسي قواعد العمل الوطني العام ويحدد مناهجه، ويوضح معالم الطريق إلى المستقبل ويضع نواظم عامة لممارسة التعددية السياسية باعتبارها الركن الآخر للديموقراطية بالاستناد إلى الثوابت الدستورية والتراث السياسي والوطني، وإلى الحقائق القائمة في المجتمع الأردني، وبما يضمن استمرار مسيرة التقدم الوطنية والتحول الديموقراطي في البلاد ويجنبها التعثر والتراجع.
وقد نص الدستور الأردني على جملة من الثوابت والقواعد العامة، التي تنظم اسلوب الحكم في المملكة الأردنية الهاشمية، وتعامل الشعب الأردني مع هذه الثوابت والقواعد منذ قيام الدولة الأردنية وتوطد اركانها واعتبرها مسلمات لا اختلاف فيها لانها نابعة من صميم قناعاته ووجدانه ومصلحته، وتتمثل تلك الثوابت والقواعد في الاعتزاز بالهوية القومية للشعب الأردني نسبا وانتماء إلى الامة العربية والايمان بالإسلام دينا للدولة وحضارة وثقافة للشعب.
حظيت وثيقة الميثاق الوطني باهتمام كبير بعد صياغتها العام 1991، خاصة وانها جاءت نتيجة لتوافق وطني عريض بعد ان شعر جلالة المغفور له الملك الحسين بضرورة بلورة وثيقة وطنية بعد انتخابات 1989 تعطي الطمأنينة لكافة مكونات المجتمع فيما يتعلق بحقوقها الفردية والجماعية. وكان الميثاق الوطني بمثابة عقد اجتماعي عزز ما جاء في الدستور وأضاف اليه، وظل يذكر بالتوازي مع الدستور إلى ان جاءت العملية السلمية فوضعته جانبا من الناحية العملية.
يعرف الميثاق الوطني دولة القانون على انها “الدولة الديمقراطية التي تلتزم بمبدأ سيادة القانون وتستمد شرعيتها وسلطاتها وفاعليتها من إرادة الشعب الحرة كما تلتزم كل السلطات فيها بتوفير الضمانات القانونية والقضائية والادارية لحماية حقوق الإنسان وكرامته…”

## النقاط الرئيسية في الميثاق
ينقسم الميثاق الوطني إلى عدة اقسام:
- مقدمة تاريخية
- الفصل الأول - الميثاق – اسباب واهداف
- الفصل الثاني - دولة القانون والتعددية السياسية
- الفصل الثالث - الأمن الوطني الأردني
- الفصل الرابع - المجال الاقتصادي
- الفصل الخامس - المجال الاجتماعي
- الفصل السادس - الثقافة والتربية والعلوم والاعلام
- الفصل السابع - العلاقة الأردنية الفلسطينية

## الشخصيات الموقع عليه
تم التوقيع على الميثاق الوطني ما يقارب 400 شخصية أردنية منهم: أحمد عبيدات
عبد الكريم الكباريتي، فارس النابلسي، طاهر كنعان، محمد الحموري، مروان المعشر، يعقوب زيادين، اسحق الفرحان، عبد اللطيف عربيات، نائلة الرشدان، ارحيل الغرايب، زكي بني ارشيد، علي أبو السكر، حمزة منصور، منير حمارنة، خليل عطية، وائل السقا، سمير خرفان، حاتم الحلواني، محيي الدين المصري، حران زريقات، خالد محادين، طاهر العدوان، فهد الخيطان، مصطفى حمارنه، إبراهيم سيف، محمد أبو رمان، محمد البشير، محمد الجمل، لبيب قمحاوي، وليد المصري، وهدان عويس، ياسر أبو هلاله، باسل رفايعة، بسام بدارين، هاني الحوراني، هاشم غرايبة، زهير أبو الراغب، رائد سمارة، خالد رمضان، عماد حجاج، عريب الرنتاوي

## ابرز ما ورد فيه
ابرز ما ورد في الميثاق الوطني تعريف دولة القانون والدولة المدنية، خاصة ونحن نشهد هذه الايام تهكما غير مفهوم على الدولة المدنية من قبل البعض، وكأننا لا نعيش اليوم في دولة مدنية بامتياز. ورد في الفصل السادس، المادة السابعة: “احترام العقل والإيمان بالحوار والاعتراف بحق الآخرين في الرأي واحترام الرأي الآخر، والتسامح ورفض العنف السياسي والاجتماعي، هي سمات أساسية للمجتمع الأردني، ويبنى على ذلك انه لا إكراه في الدين ولا تعصب ولا طائفية ولا إقليمية”.
وفي المادة الثامنة من نفس الفصل: “الأردنيون رجالا ونساء أمام القانون سواء لا تمييز بينهم في الحقوق والواجبات وان اختلفوا في العرق أو اللغة أو الدين…”. هذه إضافة مطلوبة للدستور، تنصف المرأة وتعترف بضرورة مساواتها تشريعيا، وهي لم تأت من المنظمات الخارجية، بل من رحم المجتمع الأردني ومن كافة مكوناته. الفصل السادس، المادة التاسعة: “ترسيخ دعائم دولة القانون وسيادته وتعميق النهج الديمقراطي القائم على التعددية السياسية، من واجبات مؤسسات الدولة وأفراد المجتمع المدني وهيئاته كافة”.